# Aurora County
 Aurora County  ist ein County im Bundesstaat South Dakota der Vereinigten Staaten. Das U.S. Census Bureau hat bei der Volkszählung 2020 eine Einwohnerzahl von 2747 ermittelt. Der Verwaltungssitz (County Seat) ist Plankinton.

## Geschichte
Das Aurora County wurde am 22. Februar 1879 gebildet und am 29. August 1881 abschließend organisiert. Es wurde auf Vorschlag eines Literaturclubs, den die Frauen der ersten Siedler gegründet hatten, nach der römischen Göttin der Morgendämmerung benannt. Plankinton wurde County Seat, eine Tat, die im November 1882 von den Wählern ratifiziert wurde.

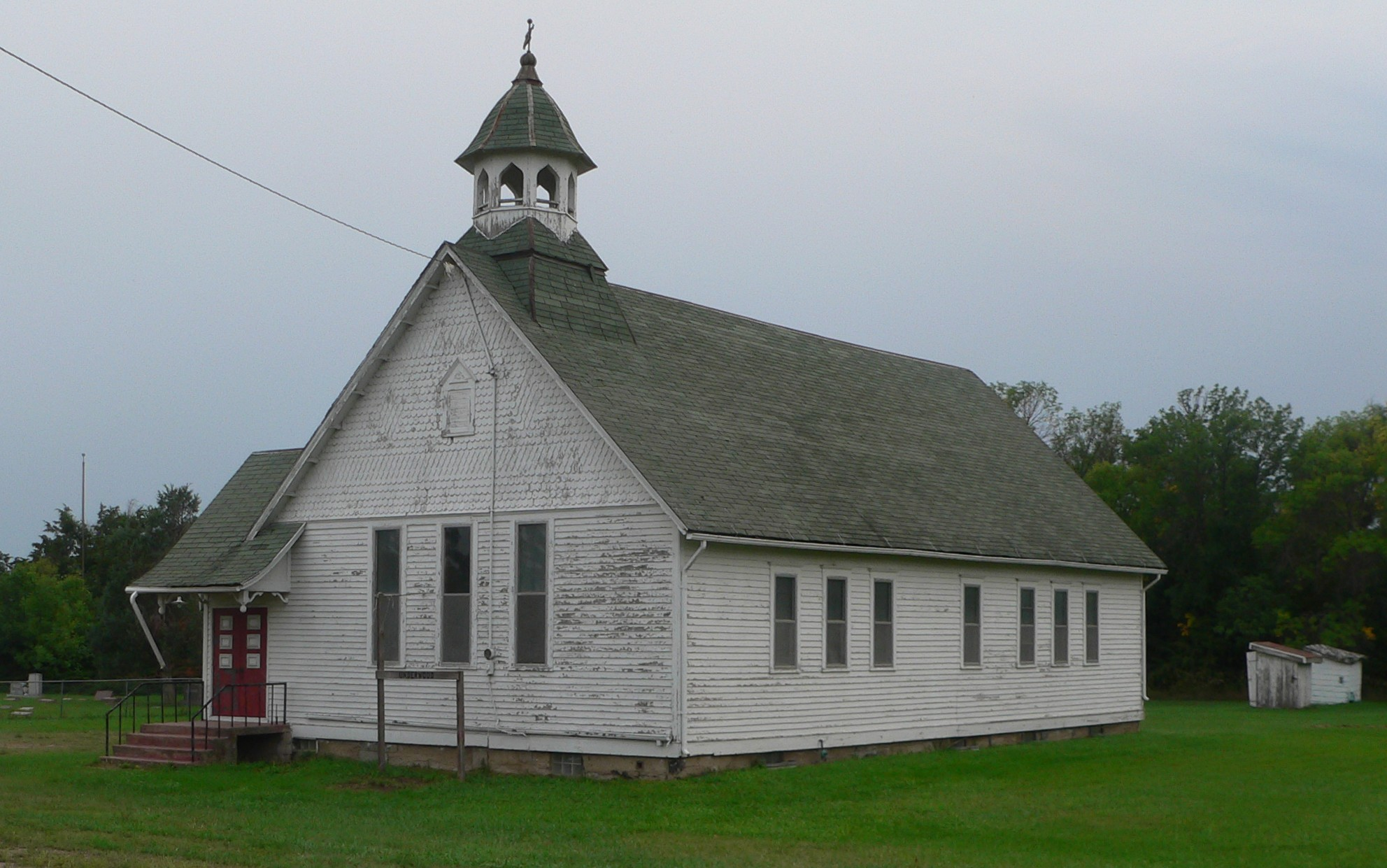
Die Underwood United Methodist Church ist einer von neun Einträgen des Countys im NRHP.

Neun Bauwerke und Stätten des Countys sind im National Register of Historic Places (NRHP) eingetragen (Stand 29. Juli 2018).

## Geographie
Das County hat eine Fläche von 1845 Quadratkilometern. Davon sind 11 Quadratkilometer (0,61 Prozent) Wasserflächen. Es grenzt im Uhrzeigersinn an die Countys: Jerauld County, Sanborn County, Davison County, Douglas County, Charles Mix County und Brule County.

### Townships
Die County wird in zwanzig Townships aufgeteilt:
| - Aurora - Belford - Bristol - Center | - Cooper - Crystal Lake - Dudley - Eureka | - Firesteel - Gales - Hopper - Lake | - Palatine - Patten - Plankinton - Pleasant Lake | - Pleasant Valley - Truro - Washington - White Lake |

## Städte, Dörfer etc.
- Aurora Center, gemeindefreies Gebiet
- Plankinton, Stadt
- Stickney, Gemeinde
- Storla, census-designated place
- White Lake, Gemeinde